# Hadalga, Hukeri
Hadalga là một làng thuộc tehsil Hukeri, huyện Belgaum, bang Karnataka, Ấn Độ.